# Toledot Yeshu
Toledot Yeshu of Sefer Toledot Yeshu, het "Boek over het Leven van Jezus" is een Joods boek, dat bekend is in wel een dozijn versies. De bekendste is die van Johann Wagenseil uit 1681. Het oudste boek is vermeld door Agobard, de aartsbisschop van Lyon, in 826. De mondeling overgeleverde traditie kan stammen uit de derde eeuw.

## Verhaal
Het verhaal begint met de vermelding van het jaar 3651 (ongeveer 90 v.Chr.) tijdens de regering van koning Jannaeus (103 - 76 v.Chr.).
Yeshu zou de zoon zijn van Miriam, de verloofde van Yohanan en Jozef Pandera, die met Miriam tegen haar wil gemeenschap had, terwijl hij zich voordeed als Yohanan. Yohanan vertrok naar Babylonië of Egypte toen hij er achter kwam en het aan Rabbi Simeon ben Shetah (ca. 120 - 40 v.Chr.) had gemeld. Er waren geen getuigen bij geweest en daarom kon Jozef Pandera niet worden gestraft.
Als jongen ging Yeshu de Joodse traditie leren, maar hij verscheen een keer blootshoofds voor de leraren en dat werd aangemerkt als een gebrek aan respect. Er werd onderzoek gedaan en men kwam er achter, dat hij buiten het huwelijk om was geboren. Yeshu vluchtte naar Boven Galilea. In de tempel van Jeruzalem leerde hij de letters van Gods Onuitsprekelijke Naam, waarmee hij wonderen kon verrichten. Hij verzamelde driehonderdtien man en gaf zich uit als de Messias. Het Sanhedrin liet hem arresteren en bracht Yeshu voor koningin Helene (Salome Alexandra) (140-67 v.Chr.), de vrouw en opvolger van koning Jannaeus (125-76 v.Chr.). Toen hij een dode tot leven bracht liet de koningin hem gaan. De Wijzen zorgden er toen voor dat Judah Iskarioto ook de letters van Gods naam leerde en Yeshu en Judah hielden een wedstrijd in wonderen. Maar daarbij verloren ze alle twee hun kennis en het gebruik van de geheime naam. Toen werd Yeshu opnieuw gearresteerd, maar zijn volgelingen wisten hem naar Antiochië of Egypte te brengen.
Op een dag ging Yeshu terug naar Jeruzalem om weer het geheim van de naam te leren, maar Judah Iskarioto, nu een van zijn volgelingen, verraadde hem aan de Wijzen. Yeshu werd opgehangen aan de stengel van een koolplant en buiten de stad begraven. Zijn volgelingen rapporteerden aan de koningin, dat de verslagene werkelijk de Messias was, omdat zijn graf nu leeg was en hij naar de hemel was opgestegen. In werkelijkheid had een tuinman het lichaam van Yeshu begraven in het zand, onder een stroom die zijn tuin van water voorzag, wat hij opbiechtte aan Rabbi Tanhuma toen die daar rondliep. De Wijzen bonden het opgegraven lichaam aan de staart van een paard en brachten het naar de koningin, die hen er voor prees en Yeshu tot een valse profeet verklaarde.

## Koningin Helena en de rabbijnen
De historische Salome Alexandra was de vrouw en opvolger van koning Alexander Janneüs en regeerde van 76 tot 67 v.Chr. Ze was de zuster van rabbijn Simeon ben Shetah, de farizese nasi (prins, voorzitter) van het joodse sanhedrin (gerechtshof). Toen Janneüs de farizeeërs vervolgde, omdat zij het er niet mee eens waren dat hij als hogepriester dienst deed, wist Salome haar broer te verbergen. Rabbijn Joshua ben Perahia (tweede en eerste eeuw v. chr.) moest om de vervolgingen onder Janneüs in 88-76 v.Chr. vluchtten met 8000 andere farizeeërs. Hij vluchtte naar Alexandria en kwam pas terug toen hij werd teruggeroepen naar Jeruzalem, omdat de vervolgingen afnamen. Hij kon toen zijn plek als nasi weer innemen en werd na zijn overlijden door Simeon ben Shetah opgevolgd.
Volgens de Talmoed vluchtte rabbijn Joshua ben Perahiah met Jesus naar Alexandria in Egypte, toen koning Jannaeus (gestorven 76 v.Chr.) de rabbijnen vermoordde. Op de terugweg verschilden meester en leerling van mening over de aksania (herberg of herbergierster), waarna Jesus door de rabbijn werd geëxcommuniceerd en het ondanks herhaalde pogingen niet meer goed tussen hen kwam.
De Assyrische koningin Helena van Adibene en Edessa (gestorven 50-56 n.Chr.) bekeerde zich tot het Joodse geloof. Ze verhuisde naar Jeruzalem en liet een koninklijk paleis in de stad van David bouwen, dat in het jaar 70 n.Chr. door de Romeinen werd verwoest. Helena werd begraven in een piramidale tombe ten noorden van Jeruzalem.

## Celsus
De Griekse filosoof Celsus schreef in de 2e eeuw al over Jezus als zoon van soldaat Panthera, terwijl zijn arme moeder garen spon en verloofd was met een timmerman. Dit is bekend door Origenes' reactie in zijn boek Contra Celsum, waarin hij Celsus' beweringen ontkent.

## Theosofie
Blavatsky, de stichter van de theosofie, gaf in haar boek Isis Ontsluierd (1877) te kennen geloof te hechten aan de traditie en allegorie van de Toledot Yeshu. Volgens haar heeft het boek een geheime betekenis. Zij citeert er ook uit Eliphas Levi's La science des esprits: 'Hij [Jezus] had de occulte theologie van Israël doorzien, het vergeleken met de wijsheid van Egypte en zo de basis gevonden voor een universele religieuze synthese'. Haar leraar, Koot-Hoomi, schreef in de Mahatmabrieven over Yeshu in 1883: '(..) terwijl de mens Jeshu slechts een sterveling was als ieder van ons, een adept, meer door zijn ingeboren reinheid en onbekendheid met het werkelijk Kwaad dan door wat hij van zijn ingewijde Rabbi's en de (destijds) al snel degenererende Egyptische Hiërofanten en priesters had geleerd.' En in 1881: '(..) hoewel geen van beiden [Jezus en Johannes de Doper] de ander kende, en Johannes de Doper nooit van Jezus [Christus] had gehoord, die een geestelijke abstractie is en geen levend mens uit die tijd.'

## Versies
- Ramón Martí versie, eind 13e eeuw vertaald door een dominicaner monnik
- Straatsburg Manuscript
- Huldreich versie, Historia Jeschuae Nazareni van Johann Jacob Huldreich, uitgegeven in Leiden in 1705
- Krauss Compilatie, 1902